# Српски глас (Задар)
Српски глас је био лист Српске народне странке који је у Задру почео излазити 1888. године.
Уредник је био Сава Бјелановић. Пошто је претходни Српски лист забрањен, нови лист са новим називом, Српски глас је излазио све до 1905. године.
Српски глас је доживјео исту судбину као и Српски лист, забрањен је у Босни и Херцеговини. 

## Занимљивости
Неки уредници српских новина и часописа на територији данашње Хрватске, а ондашње Аустроугарске, нису имали дужи животни вијек. Тако је родом Корчуланин, Србин католик Антун Фабрис, након тамновања због објављивања пјесме Бокешка ноћ у првом књижевном часопису у Дубровнику - Срђ, трајно нарушио своје здравље и преминуо је у 40. години живота. Католички Србин Луко Зоре је поживио 60 година, а уредник Српског гласа у Загребу, Милан Ђорђевић умире у 39. години. Павле Јовановић, први уредник Србобрана, који је такођер био у тамници због неких чланака (критике аустроугарске власти у БиХ)  умире у напону снаге и политиког талента у 48. години живота. Сава Бјелановић, уредник Српског листа, који је касније забрањен, и каснијег Српског гласа живи до своје 46. године. Будислав Будисављевић уредник Новог Србобрана и Српског кола умире, као и новинар и уредник Српског кола, Милан Грчић, у 42. години живота. Сима Лукин Лазић, власник и уредник листа Врач погађач умире у 40. години.